# 贝尔特里尚
贝尔特里尚（法語：Bertrichamps，法語發音：[bɛʁtʁiʃɑ̃]）是法国默尔特-摩泽尔省的一个市镇，属于吕内维尔区。

## 地理
贝尔特里尚（48°25'45"N, 6°47'38"E）面积19.66 平方千米，位于法国大東部大區默尔特-摩泽尔省，该省份为法国东北部内陆省份，是洛林的一部分，北邻比利时、卢森堡，北起顺时针与摩泽尔省、下莱茵省、孚日省和默兹省接壤。
与贝尔特里尚接壤的市镇（或旧市镇、城区）包括：拉翁莱塔普、巴卡拉、拉沙佩勒、梅尔维莱、讷夫迈松、默尔特河畔蒂亚维尔、沃内。

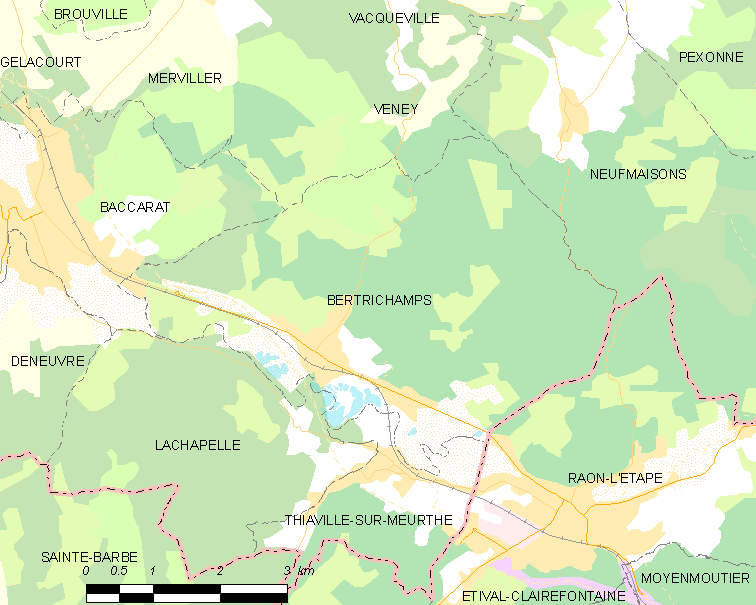
贝尔特里尚的OSM定位图

贝尔特里尚的时区为UTC+01:00、UTC+02:00（夏令时）。

## 行政
贝尔特里尚的邮政编码为54120，INSEE市镇编码为54065。

## 政治
贝尔特里尚所属的省级选区为巴卡拉县。

## 人口

1962-2008年间贝尔特里尚人口变化图示

贝尔特里尚于2022年1月1日时的人口数量为1067人。